# 準周期函数
数学における準周期函数（じゅんしゅうきかんすう、英: quasiperiodic function）は、周期函数と似ているが、厳密な定義は異なる函数である。より正確に言うと、函数 {\displaystyle f} が準周期 {\displaystyle \omega } に対して準周期的であるとは、{\displaystyle f} よりも「単純」なある函数 {\displaystyle g} に対して {\displaystyle f(z+\omega )=g(z,f(z))}が成立することを言う。ここで「単純」が意味する所は曖昧であることに注意されたい。
簡単な例として、函数が次の方程式を満たす場合が挙げられる（しばしば算術的準周期函数と呼ばれる）：
{\displaystyle f(z+\omega )=f(z)+C.}
別の例として、函数が次の方程式を満たす場合が挙げられる（しばしば幾何的準周期函数と呼ばれる）：
{\displaystyle f(z+\omega )=Cf(z)}
有用な例として、次の函数が挙げられる：
{\displaystyle f(z)=\sin(Az)+\sin(Bz).}
この函数は比 A/B が有理数であるなら真の周期を持つが、A/B が無理数であるなら真の周期は持たない。しかしより正確になっていく「おおよその」周期の連続体は持つ。
このような一例として、ヤコビのテータ函数が挙げられる。その場合、
{\displaystyle \vartheta (z+\tau ;\tau )=e^{-2\pi iz-\pi i\tau }\vartheta (z;\tau )}
は、固定された τ に対して準周期 τ を持つことを意味する。また、この函数は周期 1 の周期函数でもある。その他の例として、二つの独立な準周期に対して準周期的なワイエルシュトラスのシグマ函数が挙げられる。その周期は対応するワイエルシュトラスの楕円函数のものである。
加法的な函数方程式
{\displaystyle f(z+\omega )=f(z)+az+b\ }
を伴う函数もまた準周期的である。このような一例として、ワイエルシュトラスのゼータ函数が挙げられる。その場合
{\displaystyle \zeta (z+\omega )=\zeta (z)+\eta \ }
が固定された定数 η に対して成立する。ただし ω は対応するワイエルシュトラス ℘ 函数の周期である。
{\displaystyle f(z+\omega )=f(z)\ } が成立するような特別な場合、f は周期 ω の周期函数であると言われる。

## 準周期信号
音響処理の意味での「準周期的信号」は、準周期函数ではない。むしろそれらは概周期函数に由来しているので、その点に関して文献を考慮されたい。より曖昧で、一般的な準周期性の概念は、数学的な意味での準周期函数とすらあまり関連がない。